# Senat Rzeczypospolitej Polskiej II kadencji (1928–1930)
Senat II kadencji utworzony został w wyniku wyborów przeprowadzonych w Polsce 11 marca 1928 roku, tydzień po wyborach do Sejmu (poprzedni Senat I kadencji rozwiązany został 27 listopada 1927 roku).
Senat II kadencji rozwiązany został 30 sierpnia 1930. Następny senat, Senat III kadencji, utworzony został 23 listopada 1930 roku po wyborach z 25 sierpnia i 15 września tegoż roku.

## Przebieg wyborów
Frekwencja w wyborach do Senatu wyniosła 63,9%: głosowało 6 507 432 obywateli.

## Wynik wyborów
- 31,7% głosów padło na listy prorządowe (w tym Bezpartyjny Blok Współpracy z Rządem)
- 9,3% otrzymała endecja
- 10% otrzymało centrum
- 23,3% – lewica
- 24,2% – mniejszości narodowe[2].

Ruchy rewolucyjne skupiły 2% głosów.

## Praca Senatu
27 marca 1928 roku zwołano pierwsze posiedzenia każdej z izb. Obrady obu izb otwierał Józef Piłsudski.
W czasie tego posiedzenia powołano Marszałka Senatu. Został nim Julian Szymański i był nim do 8 grudnia 1930 roku. Następnego dnia przekazał urząd Władysławowi Raczkiewiczowi w III kadencji Senatu.
W Senacie powstało 12 klubów. Do największych należały:
- klub BBWR – 41 senatorów, na jego czele stał Walery Roman
- klub endecki, na którego czele stali: Stanisław Głąbiński i Marian Seyda

Ponadto istniały m.in. kluby PSL „Piast” i socjalistów.